# Cigarettmunstycke

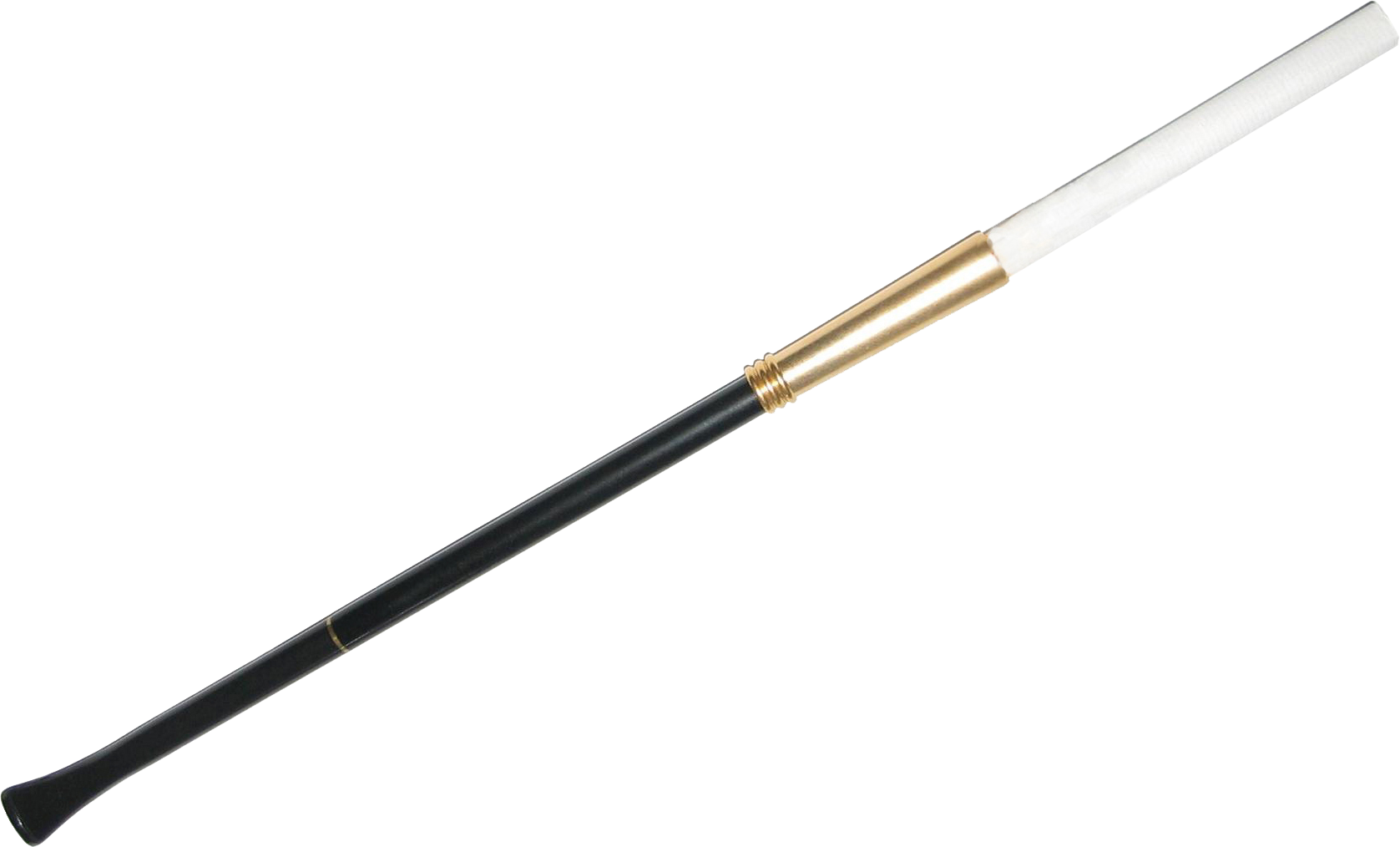
Cigarettmunstycke.

Ett cigarettmunstycke är en modeaccessoar. Det är ett smalt rör i vilket cigaretten placeras. De flesta munstycken är tillverkade av silver, jade eller bakelit; dessa var populära förr men är nu ersatta av plast. Cigarettmunstycken ansågs vara en del av kvinnors mode från tidigt 1900-tal till 1970.

## Syfte
Förr användes munstycket även som ett praktiskt tillbehör och uppfyllde många funktioner, innan filtrerade cigaretter lanserades under 1960-talet. Munstycket hindrade tobaksflagor från att hamna i rökarens mun och det hindrade det tunna cigarettpappret från att fastna på och riva rökarens läppar. Det förhindrade nikotinfläckar på fingrarna, kylde och gjorde röken mjukare samt höll den borta från rökarens ögon.
Ibland konstruerades munstycket för att  hålla ett filter som gav röken smak och senare av hälsoskäl. Även om moderna cigaretter generellt sätt är tillverkade med ett redan existerande filter, används filtrerande cigaretthållare ibland som ett andra filtrationssystem.

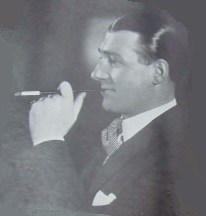
Rökare med cigarettmunstycke.

## Utseende

### Material
Cigarettmunstyckenas design sträcker sig från enkla till otroligt utsmyckade stilar med komplexa dekorationer av metall och ädelstenar. Ovanligare exemplar av munstycken kan utgöras av emalj, horn, sköldpaddsskal eller mer ädla material som bärnsten och elfenben. En liknande hållare tillverkad av trä, sjöskumspipa eller bakelit och med ett munstycke av bärnsten användes förr till cigarrer och var en populär accessoar för män fram till 1920-talet.

### Storlek
Cigarettmunstycken för kvinnor företer fyra olika längder.
- Opera, vanligen 40 till 50 cm
- Teater, 25 till 35 cm
- Middag, 10 till 15 cm
- Cocktail, vilket inbegriper kortare munstycken

Vanligtvis är männens cigarettmunstycken inte längre än 10 cm.

## Kända användare

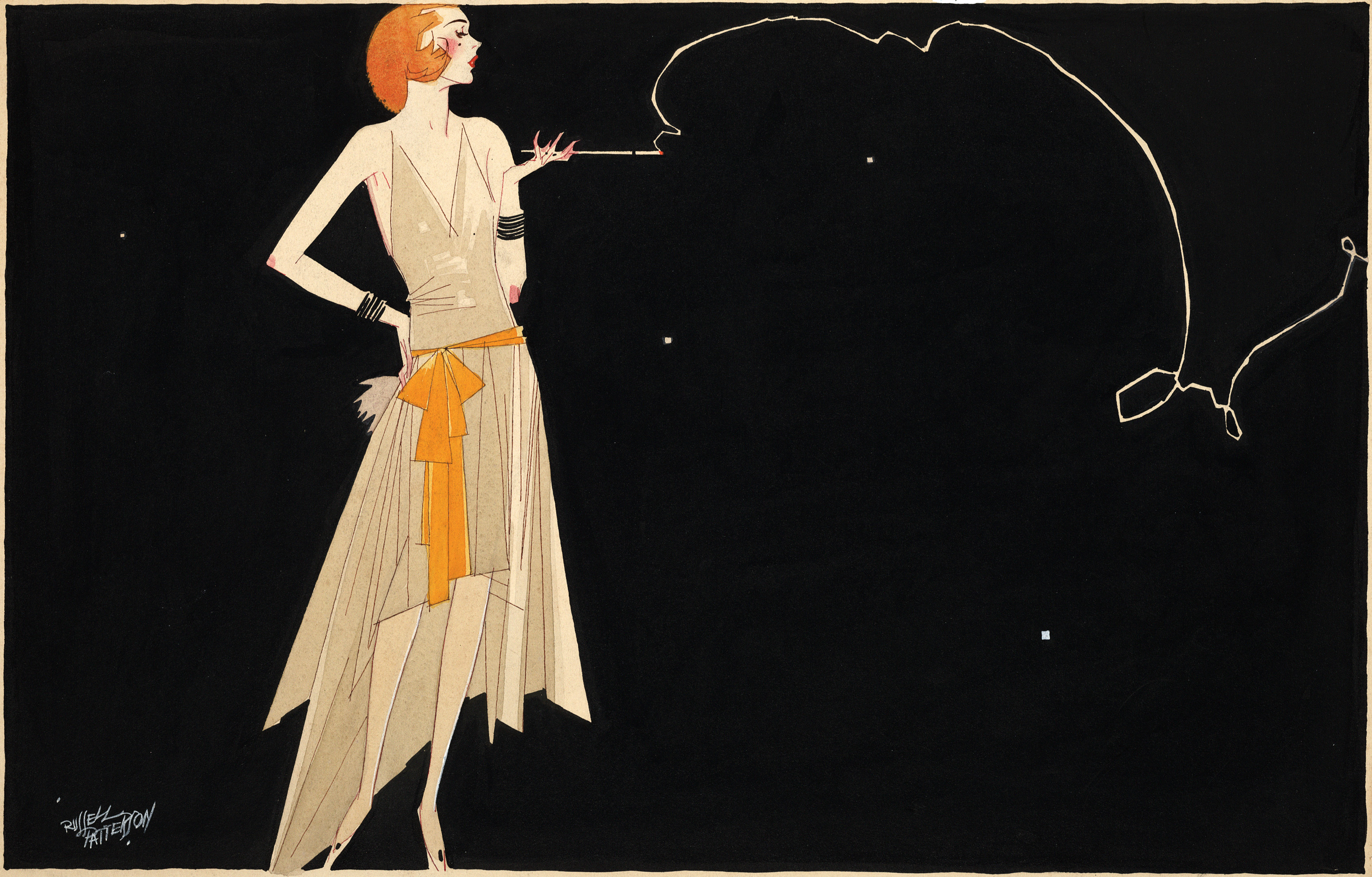
I “Where There’s Smoke There’s Fire” (cirka 1920) skildrar Russell Patterson en flapper vars munstycke inte bara är en modeaccessoar, utan även en viktig del av samspelet i teckningen.

## Kulturella referenser
Cigarettmunstycken kan ses i filmer som Titanic. Munstyckena är förevigade i filmer från 1950-1960-talet. Holly Golightly, den naiva och underliga “caféflickan” i Frukost på Tiffany's, som spelas av Audrey Hepburn, är känd för att vara försedd med ett överdrivet långt munstycke. Bilden av Audrey Hepburn med en liten svart Givenchyklänning och en cigaretthållare, anses vara en av de mest ikoniska bilderna av 1900-talets amerikanska film. Lucille Ball ses använda ett cigarettmunstycke i ett avsnitt av “I Love Lucy”. I Troop Beverly Hills ses Shelley Longs karaktär använda ett genom hela filmen. Cruella de Vil använder i 101 dalmatiner upprepade gånger ett cigarettmunstycke. Margo Lane (spelat av Penelope Ann Miller) använde ett i The Shadow och likaså gjorde Jade i Jonny Quest. Komikern Phyllis Diller hade en scen där hon fick hålla i och låtsas röka från ett munstycke (då hon i verkligheten inte rökte).
Karaktären Kapten Krok i den tecknade filmen Peter Pan hade en unik dubbelhållare som tillät honom att röka två cigarrer på samma gång. "Batmans" fiende använde också ofta en cigaretthållare i serietidningen och TV-serien, samt i filmen Batman Returns. Johnny Depp använder en cigaretthållare i rollen som Raoul Duke i Fear and Loathing in Las Vegas.